# Delage Type BI

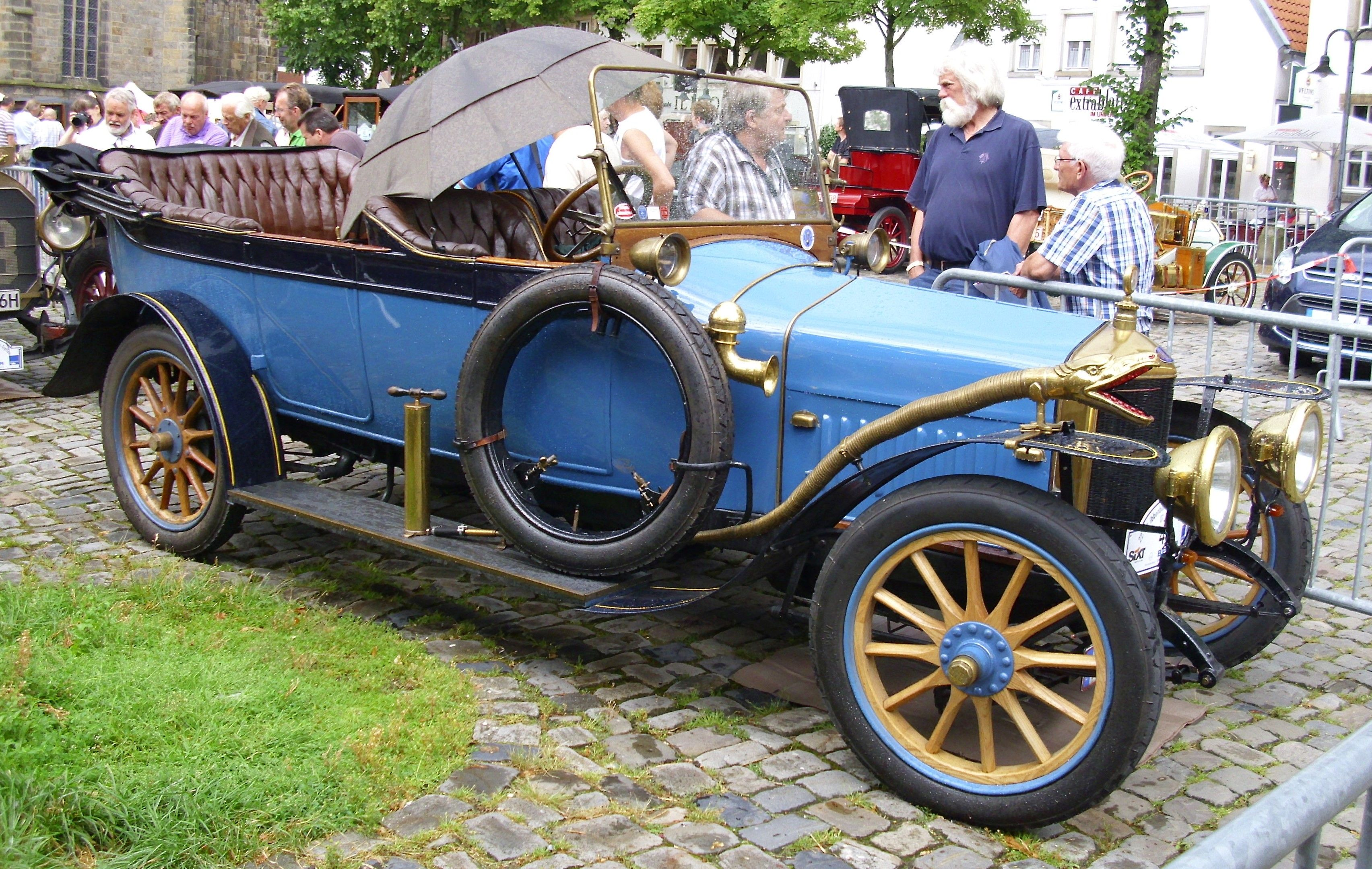
Blick auf Fahrerseite mit Reserverad

Der Delage Type BI war ein frühes Personenkraftwagenmodell der französischen Marke Delage.

## Beschreibung
Die nationale Zulassungsbehörde prüfte das Fahrzeug mit der Nummer 5691 und der Motorennummer 6866 und erteilte am 23. Dezember 1915 die Genehmigung. Delage bot das Modell von 1915 bis 1917 an. Vorgänger war der Delage Type AI. 
Ein selbst hergestellter Vierzylindermotor vom Typ 4 I trieb die Fahrzeuge an. Er hatte 75 mm Bohrung und 130 mm Hub. Das ergab 2297 cm³ Hubraum und 12 Cheval fiscal. Die Motorleistung betrug 24 PS.
Das Fahrgestell hatte 1300 mm Spurweite und 2950 mm Radstand. An Aufbauten sind nur viersitzige Torpedo überliefert.
Es war neben dem Rennwagen Delage Type S das einzige Modell mit einem Spitzkühler.

## Stückzahlen und überlebende Fahrzeuge
Peter Jacobs vom Delage Register of Great Britain erstellte im Oktober 2006 eine Übersicht über Produktionszahlen und die Anzahl von Fahrzeugen, die noch existieren. Seine Angaben zu den Bauzeiten weichen in einigen Fällen von den Angaben der Buchautoren ab. Stückzahlen zu den Modellen vor dem Ersten Weltkrieg sind unbekannt. Für dieses Modell bestätigt er die Bauzeit von 1915 bis 1917. Ein Fahrzeug existiert noch.